# Neige (musicista)
Neige, pseudonimo di Stéphane Paut (Bagnols-sur-Cèze, 16 aprile 1985), è un musicista francese.
Polistrumentista, è fondatore del progetto musicale Alcest e già membro di Peste Noire, Amesoeurs, Forgotten Woods, Phest e Mortifera.

## Biografia
La sua carriera musicale comincia nel 1999 con la fondazione degli Alcest, ai tempi una grezza band black metal, ispirata ai maestri norvegesi con testi e liriche basate sulla natura e la poesia. Registra il primo demo degli Alcest (intitolato Tristesse Hivernale) nel 2001 assieme a Aegnor (meglio conosciuto come La Sale Famine De Valfunde) e Argoth. In contemporanea
a Tristesse Hivernale, Neige suona la batteria nella prima incarnazione della band black metal dei Peste Noire (nei primissimi anni conosciuti come Dor Daedeloth), con i quali collaborerà anche come bassista e chitarrista fino al 2008.
Durante il 2001 Aegnor e Argoth abbandonano gli Alcest che diventeranno una one-man band. Prima di dedicarsi pienamente agli Alcest però, Neige entrerà a far parte di molte altre band come gli oscuri Mortifera una band black metal capitanata dalla figura del misterioso Noktu con il quale lavorerà anche nei Celestia (band dove Neige si dedicherà alle chitarre), ed infine diventerà bassista dei Phest, gruppo Post-metal fondato da lui stesso insieme all'amico d'infanzia Fursy Teyssier e ad altri ragazzi chiamati Laurent e Julien.
Neige accantonerà il progetto Alcest fino al 2005, anno in cui realizza l'Ep Le Secret, che fonde il precedentemente già abbracciato Black metal con sonorità shoegaze e post-rock, una novità che ai tempi forse non riscosse subito successo, seguita nel 2007 dall'album Souvenirs d'un Autre Monde. 
L'idea musicale di Neige si basa su alcuni sogni e visioni che faceva da bambino che lo rimandavano ad un mondo fatto di suoni, colori e immagini non riscontrabili nella realtà quotidiana.
Nel 2006 fonda assieme alla cantante e musicista Audrey Sylvain la band Amesoeurs un'altra creatura del blackgaze che questa volta si esprime attraverso una musica grigia e malinconica ereditata dal post-punk dei Joy Division e allo stesso tempo dal black metal più desolante. Il duo realizza nel 2006 (un anno dopo Le Secret) l'EP Ruines Huimanes un mini-CD che racchiude tutta la desolazione della vita urbana, caratterizzato da passaggi musicali estremamente decadenti a tratti vicini al depressive black metal.
Ben presto gli Amesoeurs si trasformano in un quartetto aggiungendo all'organico anche Fursy Tyessier e Winterhalter (già con Peste Noire e molte altre band black metal francesi); l'omonimo full-length registrato nel 2009 è molto più vicino a post-punk e shoegaze rispetto al primo album, anche se il messaggio malinconico rimane invariato: questa sarà l'ultima opera della band che si scioglierà dopo diversi mesi. Nel frattempo il blackgaze sta diventando un genere mondiale influenzando migliaia di band grazie soprattutto agli album degli Alcest. Nel 2007 Neige entrerà a far parte dei norvegesi Forgotten Woods con i quali però non registrerà nessun lavoro.
Nel 2010, quando il "blackgaze" è una sonorità che si è nel frattempo diffusa, Neige entra a far parte di un band seminale del genere assieme agli stessi Alcest: i tedeschi Lantlôs con i quali registra i capolavori .Neon e Agape. Nel 2011 il musicista dà alle stampe un album registrato assieme ad alcuni membri dei Drudkh in un progetto chiamato Old Silver Key, formazione Post-metal/Post-rock nei quali Neige sorprende il pubblico con una calda e sognante voce clean.

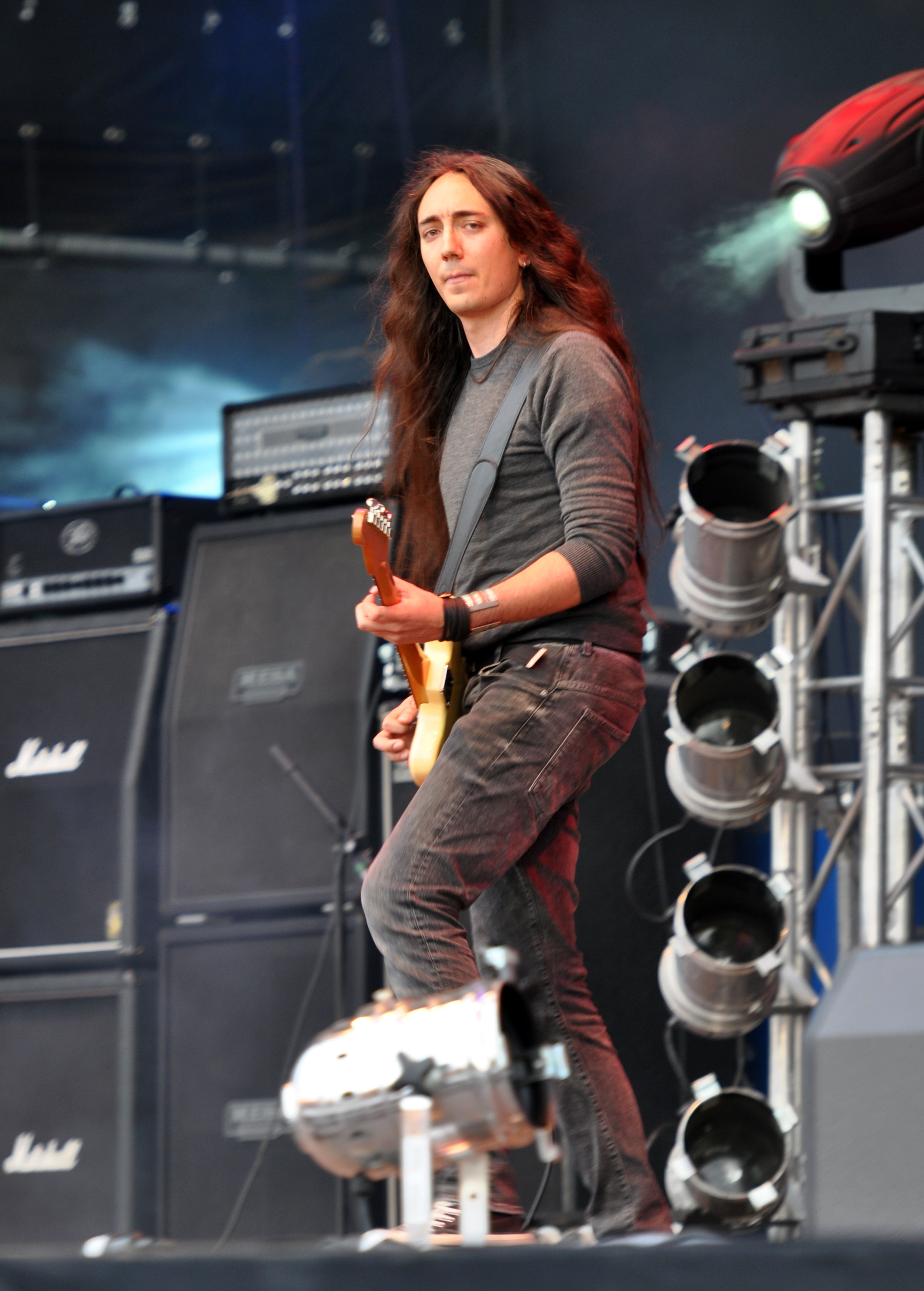
Neige nel 2013

Nel 2013 sulla pagina Facebook ufficiale dei Lantlôs viene comunicato che Herbst non vuole continuare il progetto come band internazionale e che per questa ragione preferisce andare avanti senza Neige ricomprendo anche il ruolo di cantante: la separazione è stata tuttavia estremamente pacifica tanto che la band ha addirittura tenuto uno show al Roadburn Festival con quest'ultimo alla voce nella sua prima ed ultima esperienza live con i Lantlôs. Sempre nello stesso anno Neige si reca agli studi di Sundlaugin in Islanda per le registrazioni del quarto album degli Alcest che a detta del musicista lascerà definitivamente il metal a favore del post-rock. La nostalgia per questo genere però non tarderà a farsi sentire e quasi in corrispondenza con questa dichiarazione Neige forma assieme a Metastazis e Lychar in veste di vocalist, la band Glaciation un progetto black metal di chiaro stampo norvegese che nel suo primo album, intitolato 1994, omaggia maestri come Darkthrone, Burzum e Taake. Sempre nel 2013 entra anche a far par parte dell'omonima band di Zero (chitarrista live degli Alcest) nel ruolo di batterista, un gruppo inquadrabile musicalmente nel Grunge e nello Slowcore malinconico di stampo anni 90.
Tra le altre collaborazioni minori del musicista sono da segnalare quella in studio con i Valfunde, progetto solista di Famine dei Peste Noire, e quelle live con Les Discrets di Fursy Teyssier (al basso) e gli Empyrium (alla chitarra classica).

## Discografia

### Alcest
- 2001 - Tristesse Hivernale (demo)
- 2005 - Le Secret (EP)
- 2007 - Aux Funérailles Du Monde.../Tristesse Hivernale (split)
- 2007 - Souvenirs d'un autre monde
- 2009 - Les Discrets/Alcest (split)
- 2010 - Écailles de Lune
- 2012 - Les voyages de l'ame
- 2014 - Shelter
- 2016 - Kodama

### Peste Noire
- 2001 - Aryan Supremacy
- 2002 - Mémoire Païenne
- 2003 - Phalènes et Pestilence - Salvatrice Averse
- 2006 - La Sanie des Siècles - Panégyrique de la Dégénérescence
- 2007 - Lorraine Rehearsal
- 2007 - Folkfuck Folie
- 2007 - Horna/Peste Noir
- 2009 - Ballade Cuntre Lo Anemi Francor

### Mortifera
- 2004 - Vastiia Tenebrd Mortifera

### Amesoeurs
- 2006 - Ruines Humaines
- 2007 - Valfunde / Amesoeurs split
- 2009 - Amesoeurs

### Lantlôs
- 2008 - Isern Himel - Demo 2005-2007
- 2008 - Lantlôs
- 2010 - .Neon
- 2011 - Agape

### Phest
- 2003 - L'immobile
- 2004 - Harmonia

### Old Silver Key
- 2011 - Tales of Wanderings

### Glaciation
- 2012 - 1994